# 鈴木万平
鈴木 万平（すずき まんぺい、1903年（明治36年）7月20日 - 1975年（昭和50年）12月3日）は、昭和期の実業家、政治家。参議院議員（2期）。

## 経歴
静岡県静岡市で生まれる。静岡県立静岡中学校を経て第四高等学校を卒業。1925年（大正14年）11月、高等試験行政科試験に合格し、1926年（大正15年）東京帝国大学法学部法律学科（英法）を卒業した。
日本セメント（現太平洋セメント）に入社。1928年（昭和3年）東洋紡績（現東洋紡）に転じ、常務を経て1945年（昭和20年）社長に就任。1946年（昭和21年）社長を辞して東洋冷蔵を経営した。
1949年（昭和24年）望まれて三共第4代社長に就任し、人員整理と品種制限により経営を再建した。1975年（昭和50年）同会長に就任。その他、和光堂社長、佐野製紙社長、富士製粉社長、日本エームス社長、安倍川工業会長、経済団体連合会（現日本経済団体連合会）常任理事、日本化学協会理事、日本製薬団体連合会会長、東京商工会議所常議員、日本卓球協会会長などを務めた。
1956年（昭和31年）7月の第4回参議院議員通常選挙に静岡県地方区から自由民主党公認で出馬して初当選。1962年（昭和37年）7月の第6回通常選挙でも再選され、参議院議員に連続2期在任した。この間、自民党総務、同静岡県支部連合会長、参議院懲罰委員長などを務めた。1964年（昭和39年）秋の褒章で健康保険団体役員に就いて保険衛生の向上に尽くしたことや医薬品団体要職として業界の発展に寄与したとして藍綬褒章受章。1966年（昭和41年）6月静岡県袋井市備品としてショベルドーザ寄付により1967年（昭和42年）1月25日紺綬褒章受章（飾版）及び賞杯を賜り、公益のため私財寄付顕著だとして木杯一組台付も賜った。
1973年（昭和48年）秋の叙勲で勲一等瑞宝章受章。
1975年（昭和50年）12月3日死去、72歳。死没日をもって従三位に叙され、銀杯一組を賜った。晩年は糖尿病に罹患し、その遺志を受けて糖尿病に関する研究を助成する目的で「財団法人 鈴木万平糖尿病学国際交流財団（現・公益財団法人　鈴木万平糖尿病財団）」が設立され、2007年からは「鈴木万平糖尿病国際賞」と「鈴木万平糖尿病国内賞」が施賞されている。

## 伝記
- 『鈴木万平：追想録』三共株式会社鈴木万平追想録編纂委員会、1976年。